# Mumtaz Ali
Pour les articles homonymes, voir Mumtaz.
Mumtaz Ali, né en 1912 et mort en 1975, est un danseur et chorégraphe indien. Au sommet de sa carrière, entre 1936 et 1944, il est le chorégraphe attitré du studio Bombay Talkies.

## Biographie
Mumtaz Ali est né à Hyderabad en 1912. Orphelin très tôt, il est élevé par sa sœur Karimunnisa de neuf ans son aînée. Vers 1928, il vit dans la rue à Bombay lorsqu'il rencontre Benjamin Guy Horniman, un Anglais favorable à l'indépendance de l'Inde, amateur de cinéma indien et ancien éditeur du Bombay Chronicle. B.G. Horniman le prend en amitié, l'invite chez lui et le soutient financièrement. Mumtaz Ali fonde à cette époque une petite troupe de théâtre de rue, la Mumtaz Ali Theatrical Company, pour laquelle il joue à peu près tous les rôles. En 1933, B.G. Horniman recommande Mumtaz Ali à Himanshu Rai qui est en train d'établir le studio Bombay Talkies à Malad dans la banlieue de Bombay. 

### Bombay Talkies
Mumtaz Ali intègre Bombay Talkies dès le premier film du studio. Il fait ainsi partie de l'équipe de production de Jawani Ki Hawa qui sort en 1935. Mais il devra attendre l'année suivante et le troisième film, Achhut Kanya, pour apparaître à l'écran. Accompagné de Sunita Devi, il inaugure ce qui sera sa « marque de fabrique » dans la plupart de ses collaborations pour Bombay Talkies : une ou deux chansons dansées, souvent sur scène, où il est accompagné d'une actrice ou d'une danseuse. Il interprète en général un second rôle qui permet d'introduire les chansons dans la continuité de l'histoire. On le voit par exemple dans le rôle d'un organisateur de mariage interpréter Yeh Ankho Ki Laali avec Sunita Devi pendant la fête dans Prem Kahani (1938), ou en acteur qui rejoint Mumtaz Shanti sur scène dans Basant (1942). Certaines de ses chansons telle que Main Dilli Se Dulhan Laya Re dans Jhoola (1941) sont extrêmement populaires.  
Il danse une forme personnelle de kathak faite de gestes de faible amplitude que les critiques finiront par trouver datée. Il est pourtant le chorégraphe attitré du studio, supervisant tous les numéros dansés. Il forme également d'autres artistes, c'est ainsi qu'il enseigne par exemple la danse à Suraiya. Son importante renommé est au besoin appuyée par le Bombay Sentinel dont B.G. Horniman est le fondateur et l'éditeur.  
Mumtaz Ali prend le parti de Devika Rani lors de la scission de Bombay Talkies début 1943. Il ne se décide à quitter le studio qu'en 1945, lorsque Devika Rani le quitte à son tour.  

### Dernières années

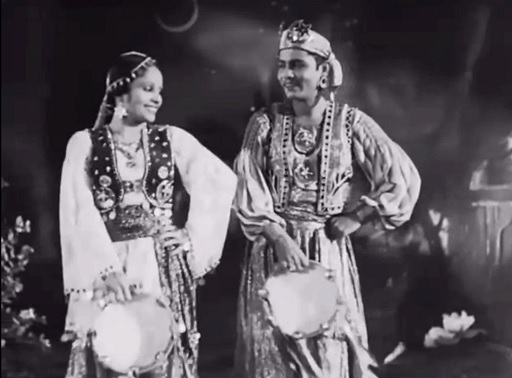
Mumtaz Ali et Sunita Devi dans Prem Kahani (1937)

Il sombre dans la boisson au milieu des années 1940 et il lui devient de plus en plus difficile de travailler. Seuls quelques amis comme P.L. Santoshi acceptent encore de l'engager. Son alcoolisme lui fait perdre tout ce qu'il a pu gagner au cours de ses années fastes chez Bombay Talkies. Dans les années qui suivent l'indépendance, il grossit beaucoup et ne danse plus. Bientôt, il ne chorégraphie plus et ne joue plus que des personnages secondaires dans des rôles de plus en plus courts.
Essayant de capitaliser sur sa célébrité, il fonde la compagnie Mumtaz Ali Nites qui tourne dans tout le pays. Mais ravagé par l'alcool, il ne peut tenir sa place sur scène et doit la dissoudre après un dernier spectacle calamiteux à Calcutta au début des années 1950. 
Mumtaz Ali apparaît pour la dernière fois à l'écran en 1974 dans Kunwara Baap réalisé par son fils Mehmood. Il y danse une dernière fois dans la chanson à succès Saj Rehi Gali Meri Maa interprétée par Mohammed Rafi. Il meurt en février 1975 à Bangalore où il est enterré.

### Vie privée
Mumtaz Ali épouse Latifunnisa, une voisine, en octobre 1929. Ils ont 17 et 13 ans respectivement. Ils ont huit enfants : Husseini, Mehmood, Khairunnisa, Usman, Malikunnisa (Minoo Mumtaz), Zubeida, Shaukat et Anwar. Mehmood fait ses débuts d'acteur dans Kismet (1943). Minoo Mumtaz fait des débuts sur scène pour le Mumtaz Ali Nites et devient une danseuse reconnue dans le cinéma indien des années 1950.
Après la mort de Mehmood en 2004, la famille de Mumtaz Ali le présente comme le fils du nawab d'Arkât et de sa première épouse. Il ne serait pas orphelin mais se serait enfui de l'emprise de sa belle-sœur.

## Filmographie

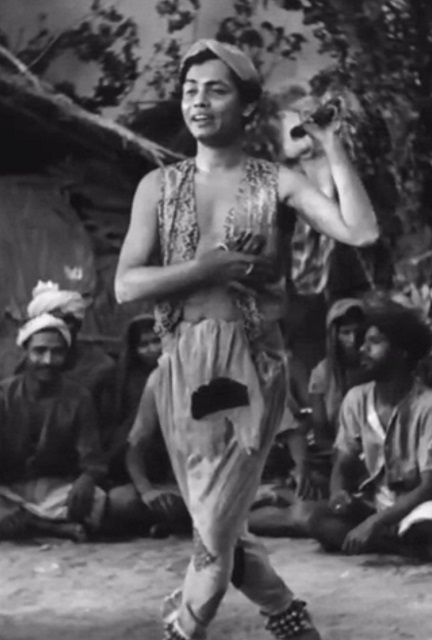
Mumtaz Ali dans Nirmala (1938)

- 1936 : Achhut Kanya de Franz Osten
- 1936 : Janmabhoomi de Franz Osten
- 1936 : Jeevan Naiya de Franz Osten
- 1937 : Izzat de Franz Osten
- 1937 : Jeevan Prabhat de Franz Osten
- 1937 : Prem Kahani de Franz Osten
- 1937 : Savitri de Franz Osten
- 1938 : Bhabhi de Franz Osten
- 1938 : Nirmala de Franz Osten
- 1938 : Vachan de Franz Osten
- 1939 : Durga de Franz Osten
- 1939 : Navjeevan de Franz Osten
- 1940 : Azad de N. R. Acharya
- 1940 : Punar Milan de Najam Naqvi
- 1941 : Jhoola de Gyan Mukherjee
- 1942 : Basant de Amiya Chakrabarty
- 1943 : Hamari Baat de M. I. Dharamsey
- 1943 : Kismet de Gyan Mukherjee
- 1944 : Jwar Bhata de Amiya Chakravarty
- 1945 : Pratima de P. Jairaj
- 1947 : Shehnai de P. L. Santoshi
- 1948 : Khidki de P. L. Santoshi
- 1948 : Mulaqat de Munshi Dil
- 1948 : Padmini de Wali Saheb
- 1948 : Shakti de S.I. Hassan
- 1949 : Jeevan Saathi de M. D. Baig
- 1949 : Jiyo Raja de Nari Ghadiali
- 1949 : Rim Jhim de Ramesh Gupta et Sushil Sahu
- 1949 : Roshni de Ramanlal Desai
- 1950 : Nirala de Shanker Mukerji
- 1950 : Sangeeta	Ramanlal Desai
- 1950 : Sargam de P.L. Santoshi
- 1952 : Najariya de Murtaza Changezi
- 1952 : Rangeeli de Najam Naqvi
- 1952 : Shin Shinaki Boobla Boo de P.L. Santoshi
- 1954 : Samrat de Najam Naqvi
- 1958 : Naya Paisa d'Aspi Irani
- 1959 : Dil Deke Dekho de  Nasir Hussain
- 1961 : Chhote Nawab de  S.A. Akbar
- 1974 : Do Phool de  S. Ramanathan
- 1974 : Kunwara Baap de  Mehmood